# باي (قرية)
باي (بالروسية: Буй) هي إحدى مدن روسيا في الكيان الفدرالي الروسي كوستروما أوبلاست.

## المناخ
يظهر الجدول التالي التغييرات المناخية على مدار السنة لباي:
| البيانات المناخية لـباي           | البيانات المناخية لـباي | البيانات المناخية لـباي | البيانات المناخية لـباي | البيانات المناخية لـباي | البيانات المناخية لـباي | البيانات المناخية لـباي | البيانات المناخية لـباي | البيانات المناخية لـباي | البيانات المناخية لـباي | البيانات المناخية لـباي | البيانات المناخية لـباي | البيانات المناخية لـباي | البيانات المناخية لـباي |
| الشهر                             | يناير                   | فبراير                  | مارس                    | أبريل                   | مايو                    | يونيو                   | يوليو                   | أغسطس                   | سبتمبر                  | أكتوبر                  | نوفمبر                  | ديسمبر                  | المعدل السنوي           |
| --------------------------------- | ----------------------- | ----------------------- | ----------------------- | ----------------------- | ----------------------- | ----------------------- | ----------------------- | ----------------------- | ----------------------- | ----------------------- | ----------------------- | ----------------------- | ----------------------- |
| الدرجة القصوى °م (°ف)             | 3 (37)                  | 4 (39)                  | 11 (52)                 | 25 (77)                 | 28 (82)                 | 33 (91)                 | 33 (91)                 | 31 (88)                 | 26 (79)                 | 22 (72)                 | 9 (48)                  | 5 (41)                  | 33 (91)                 |
| متوسط درجة الحرارة الكبرى °م (°ف) | −8 (18)                 | −6 (21)                 | 0 (32)                  | 8 (46)                  | 16 (61)                 | 20 (68)                 | 22 (72)                 | 19 (66)                 | 13 (55)                 | 5 (41)                  | −1 (30)                 | −6 (21)                 | 6.8 (44.2)              |
| المتوسط اليومي °م (°ف)            | −11 (12)                | −9 (16)                 | −3 (27)                 | 4 (39)                  | 11 (52)                 | 15 (59)                 | 17 (63)                 | 15 (59)                 | 9 (48)                  | 2 (36)                  | −3 (27)                 | −8 (18)                 | 3.2 (37.8)              |
| متوسط درجة الحرارة الصغرى °م (°ف) | −15 (5)                 | −13 (9)                 | −7 (19)                 | 0 (32)                  | 6 (43)                  | 10 (50)                 | 12 (54)                 | 10 (50)                 | 5 (41)                  | 0 (32)                  | −5 (23)                 | −11 (12)                | −0.6 (30.9)             |
| أدنى درجة حرارة °م (°ف)           | −45 (−49)               | −37 (−35)               | −30 (−22)               | −16 (3)                 | −5 (23)                 | −1 (30)                 | 3 (37)                  | 0 (32)                  | −6 (21)                 | —                       | −30 (−22)               | −46 (−51)               | −46 (−51)               |
| المصدر:                           |                         |                         |                         |                         |                         |                         |                         |                         |                         |                         |                         |                         |                         |

## أعلام
- يوري سميرنوف